# Канарай (Абанский район)
Канарай — деревня в Абанском районе Красноярского края России. Входит в состав Петропавловского сельсовета.

## История
Основана в 1898 году. В 1926 году состояла из 128 хозяйств, основное население — русские. Была центром Канарайского сельсовета Абанского района Канского округа Сибирского края.

## Население
| 1926 | 1989 | 2002 | 2010 |
| ---- | ---- | ---- | ---- |
| 695  | ↘104 | ↗155 | ↘134 |